# Новаки (Житомирская область)
Новаки́ (укр. Новаки) — село на Украине, находится в Коростенской городской общине Житомирской области.
Код КОАТУУ — 1822384001. Население по переписи 2001 года составляет 665 человек. Почтовый индекс — 11543. Телефонный код — 4142. Занимает площадь 3,201 км².